# پرشاخه‌سانان
پُرشاخه‌سانان (نام علمی: Gomphales) نام یک راسته از زیررده قارچ‌های گندو است.